# 布拉巴宗角
布拉巴宗角（英語：Brabazon Point），是南極洲的海岬，位於葛拉漢地的丹科海岸，是薩爾韋森灣入口處的東部，由比利時探險隊繪入地圖，現時由南極條約體系管理。